# Pęczek podspoidłowy
Pęczek podspoidłowy, pęczek Muratowa (łac. fasciculus subcallosus, ang. subcallosal fasciculus) – w anatomii człowieka wiązka włókien kojarzeniowych mózgowia. Biegnie bocznie od rogu przedniego i części środkowej komory bocznej, pomiędzy spoidłem wielkim a jądrem ogoniastym.